# وادي تهدارت
وادي تهدارت، أو واد تهدارت، أو تاهدارت، هو نهر مغربي، يقع على بعد 15 كلم جنوب مدينة طنجة، وبالضبط على مستوى جماعة أقواس بريش. يعتبر هذا النهر خورا قصيرا (بطول 3 كلم) ناتجا عن إلتقاء نهري الحاشف والمهرهر قبل أن يصب الكل في المحيط الأطلسي.
تمر الطريق الوطنية رقم 1 والطريق السيار طنجة المتوسط - الرباط على وادي تهدارت، كما أن مصب الوادي يضم المحطة الوحيدة لتوليد الكهرباء بإفريقيا باستخدام تقنية الدورة المركبة التي تعمل بالغاز الطبيعي(المحطة الطاقية لتهدارت). يعرف واد تاهدار تنوعا بيولوجيا مهم على مستوى محمية تاهدارت التي توفر موئلا لطائر الحبارى الملتحية المهدد بالإنقراض، كما تضم هذه المحمية التي تضم مركزا للتربية البيئية.